# Juan Jordán de Urríes
Juan María Jordán de Urries y Ruiz de Arana (Zaragoza, 21 de febrero de 1851-Madrid, 11 de mayo de 1908) fue un aristócrata y político aragonés, vi marqués de Ayerbe.

## Biografía
Hijo de Juan Nepomuceno Jordán de Urríes y Salcedo, a la muerte de su padre en 1863 heredó el marquesado de Ayerbe y los de Rubí y Lierta, con grandeza de España. Se casó con Caralampia María de Pilar Méndez de Vigo y Arizcún, viii condesa de Santa Cruz de los Manueles. Estudió en el Seminario de los Escolapios de San Fernando de Madrid y se licenció en derecho y en filosofía en la Universidad de Madrid y en la Universidad de Zaragoza.
Decidido partidario de la restauración borbónica, fue escogido diputado en las elecciones generales españolas de 1876 y 1879 por los distritos de Almunia de Doña Godina y Zaragoza. Posteriormente fue senador por derecho propio de 1887 a 1908, y vicepresidente del Senado de España en los periodos 1894-1895 y 1901-1903. El 2 de diciembre de 1898 ingresó como académico a la Real Academia de la Historia. También ejerció como embajador de España en Portugal en 1899, embajador extraordinario y plenipotenciario ante la Santa Sede y en San Petersburgo. Fue presidente del consejo de administración de Ferrocarriles de Canfranc.
Entre otras distinciones, fue miembro de la Real Maestranza de Caballería de Zaragoza, caballero de la Orden de Calatrava y recibió el collar y la gran cruz de la Orden de Carlos III.

## Obras
- Sitio y conquista de Manila por los ingleses en 1762 (1897)
- Tres hechos memorables de la marina española del siglo XVIII (1907)
- Don Jaime I el Conquistador y el Señorío de Ayerbe
- El marqués de Ayerbe en Valençay y el batallón de Pardos de Aragón (1928)